# Stieltjesscher Inhalt
Der Stieltjes’sche Inhalt, benannt nach dem Mathematiker Thomas Jean Stieltjes, ist ein Inhalt, mit dem man das Riemann-Integral zum Lebesgue-Stieltjes-Integral verallgemeinern kann.

## Stieltjes’scher Inhalt
Der Stieltjes’sche Inhalt wird auf dem Halbring {\displaystyle {\mathcal {J}}:=\{]a,b]:a,b\in \mathbb {R} ,a\leq b\}} über {\displaystyle \mathbb {R} } definiert. Da man Inhalte auf einem Halbring eindeutig auf ihrem erzeugten Ring fortsetzen kann, kann er auf der Menge
{\displaystyle {\mathcal {F}}:=\left\{\left.\bigcup _{j=1}^{n}I_{j}\,\right|\,I_{1},\dotsc ,I_{n}\in {\mathcal {J}},I_{j}\cap I_{k}=\emptyset {\text{ wenn }}j\neq k\right\}}
betrachtet werden.
Ist {\displaystyle F\colon \mathbb {R} \rightarrow \mathbb {R} } eine monoton wachsende Funktion, so nennt man den Inhalt
{\displaystyle \mu _{F}\colon {\mathcal {J}}\rightarrow \mathbb {R} ,\mu _{F}(]a,b]):=F(b)-F(a),(a\leq b)}
den zu {\displaystyle F} gehörenden Stieltjes’schen Inhalt. Er ist σ-endlich.

## Darstellung von Inhalten
Ist {\displaystyle \mu \colon {\mathcal {J}}\rightarrow \mathbb {R} } ein endlicher Inhalt und wird {\displaystyle F:\mathbb {R} \rightarrow \mathbb {R} } definiert durch
{\displaystyle F(x):={\begin{cases}\mu (]0,x]),&{\mbox{wenn }}x\geq 0\\-\mu (]x,0]),&{\mbox{wenn }}x<0\end{cases}}},
so ist {\displaystyle F} eine monoton wachsende Funktion und es gilt {\displaystyle \mu =\mu _{F}}. Damit lässt sich also jeder endliche Inhalt auf {\displaystyle \mathbb {R} } als Stieltjes’scher Inhalt darstellen.

## Lebesgue-Stieltjes’sches Prämaß
Man ist oft daran interessiert, ob ein Inhalt σ-additiv ist, also
{\displaystyle \mu _{F}\left(\bigcup _{i=1}^{\infty }I_{i}\right)=\sum _{i=1}^{\infty }\mu _{F}(I_{i})}
gilt, wenn die {\displaystyle I_{i}} paarweise verschieden sind. σ-additive Inhalte sind nämlich Prämaße und lassen sich zu Maßen fortsetzen. Der Stieltjes’sche Inhalt ist genau dann ein Prämaß, wenn {\displaystyle F} rechtsstetig ist. In diesem Fall nennt man {\displaystyle \mu _{F}} das zu {\displaystyle F} gehörige Lebesgue-Stieltjes’sche Prämaß. Als Spezialfall ergibt sich für {\displaystyle F(x)=x} das Lebesguesche Prämaß.
Hat man hingegen als Mengensystem den Halbring der links abgeschlossenen Intervalle gewählt, so ist {\displaystyle \mu _{F}} ein Prämaß, genau dann wenn {\displaystyle F} linksseitig stetig ist. Dieses Prämaß ist ebenfalls σ-endlich.

## Lebesgue-Stieltjes-Integral
Mithilfe des Stieltjes’schen Inhalts kann man das Riemann-Integral zum Lebesgue-Stieltjes-Integral {\displaystyle \textstyle \int _{a}^{b}g(x)\ \mathrm {d} F(x)} erweitern. Dazu verwendet man den Maßerweiterungssatz von Carathéodory, um aus dem Prämaß das Lebesgue-Stieltjes-Maß zu konstruieren. Die σ-Endlichkeit des Maßes liefert die Eindeutigkeit der Fortsetzung. Aus dem Maß lässt sich schließlich der neue Integralbegriff konstruieren.